# Parafia Matki Bożej Pocieszenia w Krzemienicy
Parafia Matki Bożej Pocieszenia w Krzemienicy – parafia rzymskokatolicka, znajdująca się w archidiecezji przemyskiej, w dekanacie Łańcut II. 

## Historia
Krzemienica została założona dla osadników niemieckich ok. 1342 roku. W 1384 roku była już wzmiankowana parafia z fundacji króla Kazimierza Wielkiego, a w 1492 roku Otto z Pilczy powtórnie uposażył parafię i zbudował kolejny kościół. W latach 1557–1627 kościół był zamieniony na zbór protestancki. Od 12 stycznia 1630 roku parafia należała do dekanatu leżajskiego. W 1749 roku kościół częściowo spłonął. 
W latach 1750–1754 kościół odbudowano z wykorzystaniem ocalałych materiałów z poprzedniego kościoła. W 1754 roku kościół został konsekrowany pw. św. Jakuba Apostoła. W 1827 roku kościół został wyremontowany. 
2 września 1973 roku poświęcono kamień węgielny. W latach 1973–1975 zbudowano murowany kościół, według projektu arch. Jerzego Noska. 7 września 1975 roku bp Ignacy Tokarczuk poświęcił kościół pw. Matki Bożej Pocieszenia, a 4 września 1983 roku dokonał jego konsekracji
Na przestrzeni dziejów proboszczami parafii byli m.in.: ks. Władysław Jan Weissenbach (od 1850), ks. Andrzej Karakulski (od 1869), ks. Bronisław Wojaczyński (od 1899), ks. Michał Bednarski (1934–1935), ks. Jan Wojtasik (1935–1962), ks. Stanisław Duda (1962–1987), ks. prał. Bolesław Pilek (do 2007), ks. prał. Jerzy Rojek (2007–2021), ks. kan. Stanisław Piegdoń (2021-obecnie).
Na terenie parafii jest 2 594 wiernych.